# Химена Суарес
Химена Суарес (на испански: Ximena Suárez) е мексиканска писателка и сценаристка. Изградила е кариерата си в компаниите Телевиса (Мексико), Америка Продуксионес (Перу) и Капиталвижън Интернешънъл Корпорейшън (САЩ). Теленовелите, по които работи, се излъчват в различни държави от Латинска Америка, Северна Америка, Европа и Азия.
Най-успешните ѝ теленовели са Шефката на шампиона (2018), Страст и сила (2015), Необичана (2014), Истинската любов (2012), Тереса (2010), Руби (2005), Деветата заповед (2001), Гълъб (1995) и Морелия (1994).
Химена Суарес е работила с продуцентите Хосе Алберто Кастро, Хосе Рендон, Хосе Енрике Крусиат, Роберто Ернандес Васкес, Лусеро Суарес, Карла Естрада, Анджели Несма, Салвадор Мехия, Никандро Диас Гонсалес, Роберто Гомес Фернандес и Карлос Бардасано.

## Творчество

### Оригинални истории
- Мисля за теб (2023)
- Гълъб (1995) с Хосе Рендон

### Адаптации
- Игри на любов и власт (2025) с Хулиан Агилар, оригинал от Луис Понсе
- Бездушната (2021) оригинал от Алехандро Торес, Гидо Хакоме и Фелипе Фореро
- Като теб няма втори (2020) оригинал от Фернандо Арагон и Арналдо Мадрид
- Шефката на шампиона (2018) с Мариса Гаридо, оригинал от Ектор Родригес и Алехандро Торес
- Обичаният (2017) с Кари Фахер, оригинал от Диас Гомес
- Страст и сила (2015-2016) оригинал от Мариса Гаридо
- Първа част на Непростимо (2015) оригинал от Каридад Браво Адамс
- Необичана (2014) оригинал от Хасинто Бенавенте
- Последни епизоди на Корона от сълзи (2013) оригинал от Мануел Кансеко Нориега (не е кредитирана в началните надписи)
- Втора част на Истинската любов (2012-2013) с Кари Фахер, оригинал от Марсела Ситерио и Енрике Естеванес
- Лишена от любов (2011-2012) оригинал от Делия Фиайо
- Тереса (2010-2011) оригинал от Мими Бечелани[1]
- Първа част на Душа от желязо (2008-2009) с Аида Гуахардо, оригинал от Адриан Суар
- Втора част на Любов без граници (2006-2007) оригинал от Инес Родена
- Първа част на Пощенски код (2006-2007) с Аида Гуахардо и Хесус Калсада, оригинал от Серхио Вайман и Марили Пугно
- Руби (2004) с Вирхиния Кинтана, оригинал от Йоланда Варгас Дулче
- Деветата заповед (2001) с Вирхиния Кинтана, оригинал от Рене Айоис
- Бедна дяволица (2000) с Делия Фиайо, оригинал от Алберто Мигре
- Скъпа Мария Емилия (1999-2000) оригинал от Делия Фиайо
- Да умреш два пъти (1996) с Алфонсо Еспиноса, оригинал от Хосе Рендон
- Морелия (1994-1995) оригинал от Делия Фиайо
- Мечта за любов (1993) оригинал от Инес Родена

### Литературни редакции
- Истинска любов (2003) написана от Мария Саратини
- Изворът (2001-2002) написана от Мария дел Кармен Пеня
- Първа част на Три жени (1998-2000) написана от Марта Карийо и Кристина Гарсия
- Балада за една любов (1989-1990) написана от Мария Саратини
- Замъгленото стъкло (1989) написана от Едуардо Кирога и Лорена Саласар

### Литературен консултант
- Втора част на Любовен облог (2004-2005) написана от Габриела Ортигоса

### Нови версии, пренаписани от други
- Руби (2020) адаптация от Леонардо Падрон, нова версия на теленовелата Руби

### Директор продукция
- Замъгленото стъкло (1989)

## Награди и номинации
Награди TVyNovelas
| Година | Категория                        | Теленовела       | Резултат   |
| ------ | -------------------------------- | ---------------- | ---------- |
| 2014   | Най-добър сценарий или адаптация | Истинската любов | Печели     |
| 2012   | Най-добър сценарий или адаптация | Лишена от любов  | Номинирана |
| 2009   | Най-добра история или адаптация  | Душа от желязо   | Печели     |
| 2005   | Най-добър сценарий или адаптация | Руби             | Печели     |

Bravo 2009
| Категория          | Теленовела     | Резултат |
| ------------------ | -------------- | -------- |
| Най-добър сценарий | Душа от желязо | Печели   |

ACE 2009
| Категория                         | Теленовела     | Резултат |
| --------------------------------- | -------------- | -------- |
| Най-добра адаптация на теленовела | Душа от желязо | Печели   |

TV Adicto Golden Awards
| Година | Категория                     | Теленовела     | Резултат |
| ------ | ----------------------------- | -------------- | -------- |
| 2021   | Най-добра адаптация           | Бездушната     | Печели   |
| 2008   | Най-добре изградени персонажи | Душа от желязо | Печели   |